# Negative Approach
Negative Approach je hardcore punková kapela z Detroitu. Vznikla v roce 1981 a je považovaná z průkopníky hardcoru v oblasti Detroitu.

## Diskografie

### Studiové alba
- Tied Down (1983, Touch & Go)

### EP
- Negative Approach (1982, 7", Touch & Go)

### Dema
- 1st Demo (5/81)
- Lost Cause Demo (8/81)
- EP Demo First Version (late '81/early '82)
- Tied Down Demo (6/83) [a.k.a. Rice City Demo]

### Kompilační alba
- Total Recall (1992, Touch & Go)
- Ready to Fight: Demos, Live and Unreleased 1981-83 (2005, Reptilian)